# Melpomene

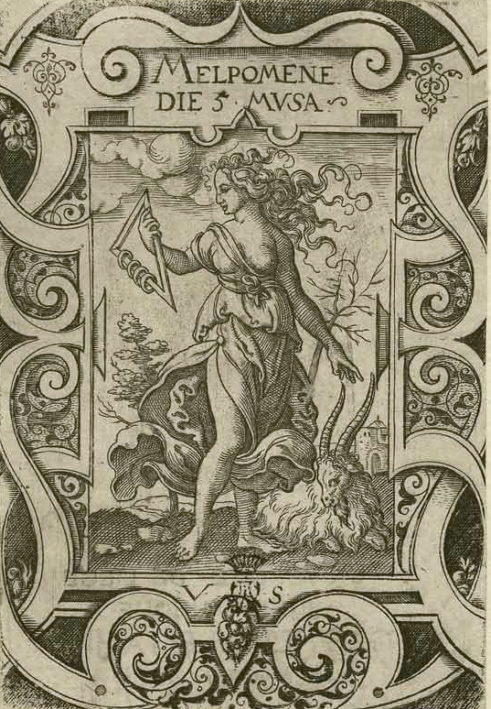
Melpomene (Stich von Virgil Solis aus P. Ovidii Metamorphosis von 1562)

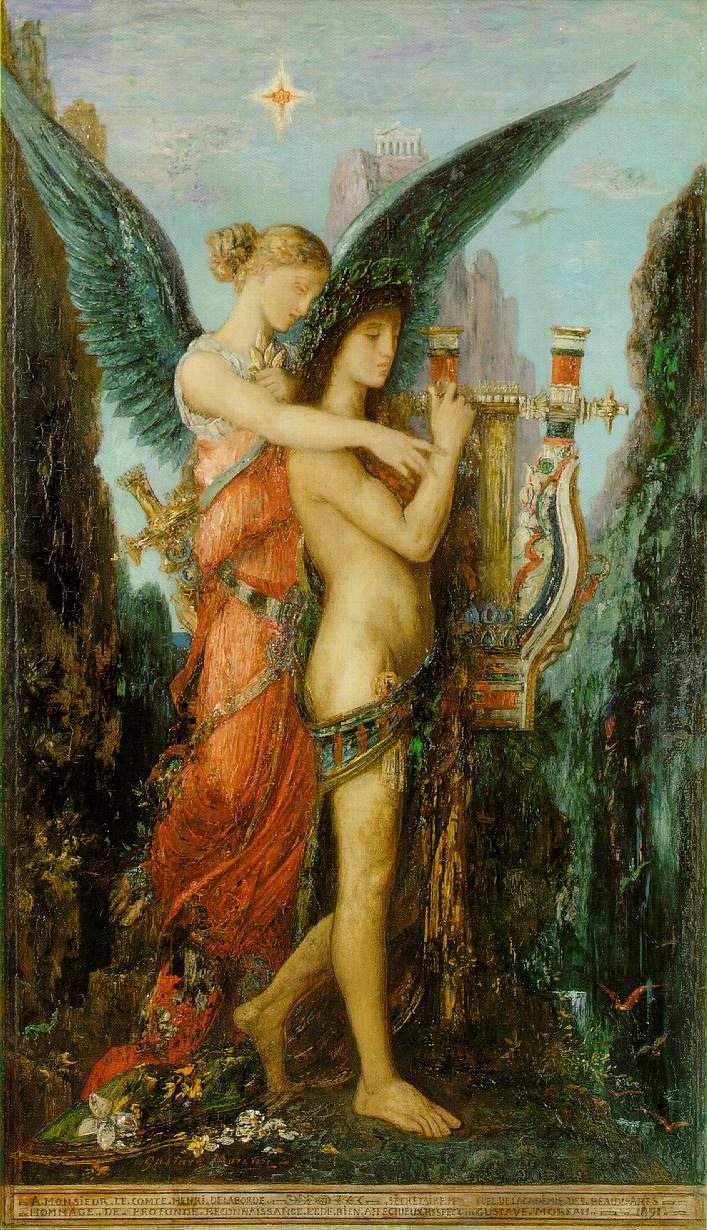
Gustave Moreau: Melpomene tröstet Hesiod, 1891

Melpomene (altgriechisch Μελπομένη Melpoménē, deutsch ‚die Singende‘; Betonung lateinisch und deutsch auf der zweiten Silbe: Melpomene) ist eine der neun Musen. Sie ist die Muse der tragischen Dichtung und des Trauergesangs. Ihre Zeichen sind die tragische Maske in der einen und eine Keule in der anderen Hand sowie ein Hauptkranz mit Weinlaub.
Wie ihre Schwestern, die acht anderen Musen, ist sie die Tochter von Zeus und Mnemosyne.
Melpomene habe über die Zeitläufte hinweg sehr viel Unglück und Leid gesehen und hilft durch ihren Gesang, neue Kraft in den menschlichen Geist zu transportieren, auf dass er schließlich triumphiere. Sie agiert so als Führerin, um der Unbill der Stürme des Lebens zu begegnen.
Melpomenes weinende Maske und die lachende Maske ihrer Schwester Thalia dienen zusammen als Sinnbild des dramatischen Theaters oder (z. B. auf Stadtplänen) als Piktogramm für Kulturbetriebe im Allgemeinen.

## Melpomene als Motiv der Kunst und Literatur

### Kunst
Paco Durrio schuf ab 1905 nach einem gewonnenen Wettbewerb ein Denkmal für den Musiker Juan Crisóstomo de Arriaga in Bilbao, eine Skulptur, die nicht die Person, sondern die Muse Melpomene darstellt. Möglicherweise aufgrund dieser Neuheit oder der ungewöhnlichen Darstellung der nackten Figur wegen wurde sie erst 1933 aufgestellt.

### Literarische Werke
- Michael von Jung: Melpomene oder Grablieder. Ottobeuren 1839. (Volltext beim Projekt Wikisource, im Aufbau)

### Musikalische Werke
- George Whitefield Chadwick: Melpomene. Dramatische Ouvertüre, 1887.[2]
- Václav Pichl (1741–1805): Symphonie in B-Dur (Melpomene).